# Cena soli
Cena soli (později vydáno pod názvem Carol) je román z roku 1952 americké autorky Patricie Highsmith, která ho napsala pod pseudonymem Claire Morgan.
Autorka, známá především pro psychologický thriller Cizinci ve vlaku, použila pseudonym kvůli lesbickému vztahu v díle popsaném. Relativně šťastný konec byl v lesbické a gay literatuře nebývalý.

## Kompozice
Podle Highsmithové byl román inspirován blonďatou ženou v kožešinovém kabátě, kterou viděla nakupovat v obchodním domě, kde dočasně pracovala jako pokladní v oddělení hraček před Vánoci roku 1948:
“Možná jsem se jí všimla, protože byla sama, nebo proto, že její norkový kožich byl raritou, a protože byla blonďatá a její vlasy jakoby odrážely světlo. S rozmyslem si koupila panenku, jednu ze dvou nebo tří, které jsem jí nabízela. Napsala jsem si její jméno a adresu, protože panenka měla být dodána do sousedního státu. Byla to rutinní transakce, žena zaplatila a odešla. Ale já jsem se cítila zvláštně, hlavu jsem měla jako v oblacích, bylo mi na omdlení, ale ve stejné chvílí jsem cítila povznesení, jako bych měla vidění. Jako obvykle jsem šla z práce do svého bytu, kde jsem žila sama. Ten večer jsem sepsala myšlenku, zápletku, příběh o elegantní blond ženě v kožichu. Napsala jsem asi osm stránek do notesu psacím písmem.”
Highsmithová vzpomíná, že přibližnou podobu děje knihy napsala ten večer během dvou hodin. Druhý den zjistila, že má plané neštovice: “Horečka stimuluje představivost.”" Román dokončila roku 1951. Při psaní zápletky čerpala ze zkušeností s její bývalou milenkou Virginií Kent Catherwood, která v rozvodových řízeních ztratila nárok na dítě. Důvodem byly nahrávky z hotelových pokojů, které dokazovaly její vztah s ženou.
Povzbuzení našla u jejího bývalého učitele z Barnardské univerzity, Ethela Sturtevanta, který četl výňatky z knihy. Vyjádřil se slovy: “Now this packs a wallop!” (Lze volně přeložit: “To je síla!”)
Vydavatelství Harper & Bros román odmítlo. Kniha byla poprvé vydána roku 1952 vydavatelstvím Coward-McCann. Další vydáni nakladatelství Bantam z roku 1953 mělo přebal, který hlásal: „Román o společností zakázané lásce.“ Prodalo se více než milion výtisků.
Nakladatelstvím Naiad Press, známé pro vydávání knih s lesbickou tematikou, znovu vydalo Cenu soli v roce 1984 a roku 1990 byla publikována nakladatelstvím Bloomsbury pod názvem Carol a pod autorčiným jménem, nikoliv pseudonymem.

## Děj
Therese Belivet je samotářská mladá dívka, která začíná žít v Manhattnu a hledá příležitost, jak začít kariéru výtvarnice divadelních kulis. Jako malou ji její ovdovělá matka poslala na internátní školu Episkopální církve Spojených států amerických, kde je Therese zanechána s pocitem opuštěnosti. Therese chodí s Richardem Semcem, mladým mužem, kterého nemiluje a nechce s ním mít sex. Během monotónní práce v obchodním domě v oddělení hraček Therese zaujme zákaznice, elegantní a krásná žena okolo třicítky. Žena, Carol Aird, dá Therese adresu, na kterou chce doručit její nákup. Therese pošle Carol vánoční přání a ona, i když prochází obdobím odloučení s manželem a rozvodem, nečekaně odpoví. Carol a Therese spolu začnou trávit čas a Therese si ke Carol vybuduje silné citové pouto. Richard Therese vinní za to, že je “zamilovaná jako školačka”, ale ona ví, že cítí mnohem více: do Carol se zamilovala.
Manžel Carol, Hage, podezřívá vztah Carol a Therese, kterou krátce potká, když Therese zůstává přes noc u Carol doma v New Jersey. Carol se dříve přiznala Hargovi, že měla krátkou milostnou aféru s její nejlepší přítelkyní Abby. Hage odveze jejich dceru Rindy k sobě, aby tak zamezil přístupu Carol k její dceři, dokud rozvodové řízení pokračuje. Aby unikla napětí v New Yorku podnikne Carol spolu s Therese výlet na západ, až do Utahu, kde už je jasné, že jejich vzájemné city jsou romantického i sexuálního charakteru. Fyzicky i pocitově se intimně se sblíží a vyznají si lásku. Ženy zjistí, že jsou sledované soukromým vyšetřovatelem, kterého najal Harge, aby shromažďoval důkazy o homosexualitě jeho ženy, které proti ní bude moci použít během nadcházejících slyšení.
Obě si uvědomí, že jejich pokoj byl odposloucháván během jejich noci jejich intimního sblížení. Carol muži zaplatí vysokou částku za jeho záznamy, i když ji varuje, že část už Hargovi odeslal do New Yorku. Carol ví, že ztratí péči o Rindy, pokud bude pokračovat ve vztahu s Therese. Proto Therese oznámí, že jejich vztah nemůže dále trvat a zanechá ji samotnou na středozápadě, zatímco se vrací do New Yorku, aby bojovala o dceru.
Důkazy o orientaci Carol jsou natolik silné, že se Hargovi podřídí, aniž by její chování bylo představeno soudu. Souhlasí s tím, že Rindy bude výhradní péči Harge, ale bude moci Rindy vídat na dozorovaných návštěvách.
Se zlomeným srdcem se Therese vrací do New Yorku, aby znovu vystavěla svůj život. Sjedná si schůzku s Carol, ale její city jsou stále raněné, protože ji Carol zanechala beznadějnou, ve snaze zachránit její vztah k Rindy. Carol nabídne Therese, aby s ní začala žít, Therese odmítne. Rozloučí se a odjíždí za vlastním večerním programem. Po krátkém flirtu s anglickou herečkou, který zanechá Therese ve studu, přehodnotí její vztah ke Carol - “osamělost se přes ni přehnala jako valící se vítr” - a vydá se za ní. Carol ji přivítá dychtivěji, než kdy předtím.

## Sociální význam
Vzhledem ke šťastnému konci (nebo alespoň vzhledem k jeho vidině) a netradičním postavám, které se vymykaly tehdejší typické lesbické formuli a stereotypům, byla Cena soli v padesátých letech velmi oblíbena lesbickou komunitou.

## Adaptace
Rozhlasová adaptace, pojmenovaná Carol, byla odvysílaná stanicí BBC Radio 4 v prosinci 2014. Miranda Richardson namluvila Carol a Andrea Deck namluvila Therese. Adaptace se skládala z pěti částí, které trvaly přibližně patnáct minut.
Britsko-americká filmová adaptace románu, nazvaná Carol, vyšla v roce 2015 a režíroval ji Todd Hayness, scénář napsala Phyllis Nagy. Roli Carol hraje Cate Blanchett a Therese ztvárnila Rooney Mara. Film získal v roce 2015 Official Selection na Filmovém festivalu v Cannes a vyhrál ocenění Queer Palm.